# InterPici

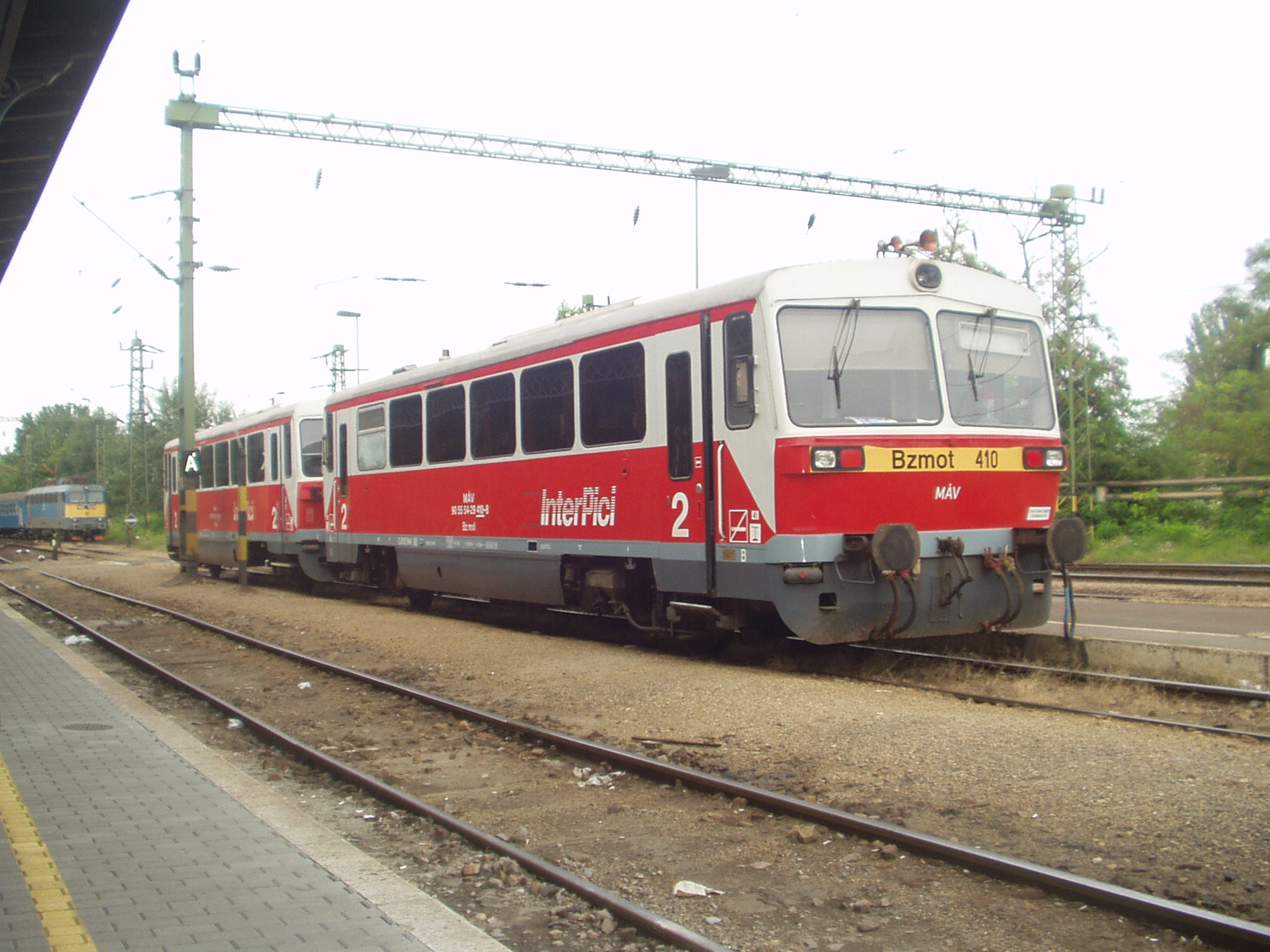
Wagon typu Bzmot - skład InterPici

InterPici (skrót: IP) – kategoria pociągów, produkt Kolei Węgierskich (Magyar Államvasutak – w skrócie MÁV), oferowany tylko na terytorium Węgier w latach 1998–2010.

## Kategoria
Kategoria InterPici była ofertą pociągów lokalnych o podwyższonym standardzie, stworzoną z myślą o kwalifikowanej obsłudze mniejszych ośrodków miejskich, położonych na liniach niezelektryfikowanych i zapewniającą skomunikowania z pociągami wyższych kategorii (przede wszystkim InterCity) na stacjach węzłowych.

## Linie
Składy InterPici obsługiwały linie: Sárbogárd – Baja, Bekescsaba – Szeged, Vasarosnameny – Nyiregyhaza, Debrecen – Mateszalka, Dombovar – Gyékényes, Miskolc – Tornanádaska, Miskolc – Tiszaujvaros i Miskolc – Ózd. W 2003 najwięcej składów tego typu kursowało na linii Budapeszt – Ostrzyhom, ale zostały zastąpione przez otrzymane podówczas zespoły trakcyjne produkcji rosyjskiej. 

## Tabor
Tabor InterPici stanowiły zmodernizowane, dwuosiowe wagony motorowe serii Bzmot, z gruntu przeznaczone do obsługi ruchu lokalnego. Wyposażono je w przyciemniane szyby, klimatyzację i wygodne fotele klasy InterCity. Wagony te jeździły w parach lub pojedynczo. W jednym było 36 miejsc siedzących klasy 2. Pociągi te objęte były całkowitą rezerwacją miejsc i obowiązywał w nich zakaz palenia tytoniu.